# Charlton (Nueva York)
Charlton es un pueblo ubicado en el condado de Saratoga en el estado estadounidense de Nueva York. En el año 2000 tenía una población de 3,954 habitantes y una densidad poblacional de 46 personas por km².

## Geografía
Charlton se encuentra ubicado en las coordenadas 42°57′1″N 73°59′27″O / 42.95028, -73.99083.

## Demografía
Según la Oficina del Censo en 2000 los ingresos medios por hogar en la localidad eran de $63,396, y los ingresos medios por familia eran $66,250. Los hombres tenían unos ingresos medios de $47,813 frente a los $30,208 para las mujeres. La renta per cápita para la localidad era de $27,924. Alrededor del 1.2% de la población estaban por debajo del umbral de pobreza.